# Raionul Mîrhorod, Poltava
Mîrhorod (în ucraineană Миргородський район, transliterat: Mîrhorodskîi raion) este un raion în regiunea Poltava, Ucraina. Reședința sa este orașul regional Mîrhorod, care nu aparține raionului.

## Demografie
Componența lingvistică a raionului Mîrhorod
     Ucraineană (97,48%)
     Rusă (2,32%)
     Alte limbi (0,09%)
Conform recensământului din 2001, majoritatea populației raionului Mîrhorod era vorbitoare de ucraineană (97,48%), existând în minoritate și vorbitori de rusă (2,32%).